# Камчатски рак
Камчатският рак, наричан още голям червен рак или камчатски кралски рак (Paralithodes camtschaticus), е вид рак от семейство Кралски раци (Lithodidae).

## Разпространение и местообитание
Видът се среща в Тихия океан, включително Берингово море и Аляския залив, но също така и в Баренцово море. Живее на дълбочина до 270 m.

## Описание
Камчатският рак е един от най-големите видове раци. Разстоянието между краката му достига до метър и половина. Мъжките екземпляри достигат до 7,5 kg, а женските до 4,3 kg. Коремчето е слабо развито и прибрано под главогръда. Цветът му е керемидено червен отгоре и жълтеникаво-бял отдолу.

## Значение за човека
Неговото месо се счита за морски деликатес и е много скъпо. Ракът се лови в Берингово море и ловенето му е една от най-смъртоносните професии. За да се улови такъв рак е необходима много добра екипировка.